# Pittsfield (Illinois)
Pittsfield és una població dels Estats Units a l'estat d'Illinois. Segons el cens del 2000 tenia 4.211 habitants.

## Demografia
Segons el cens del 2000, Pittsfield tenia 4.211 habitants, 1.805 habitatges, i 1.126 famílies. La densitat de població era de 455,4 habitants/km².
Dels 1.805 habitatges en un 25,8% hi vivien nens de menys de 18 anys, en un 52,5% hi vivien parelles casades, en un 8% dones solteres, i en un 37,6% no eren unitats familiars. En el 34,9% dels habitatges hi vivien persones soles el 21,6% de les quals corresponia a persones de 65 anys o més que vivien soles. El nombre mitjà de persones vivint en cada habitatge era de 2,22 i el nombre mitjà de persones que vivien en cada família era de 2,86.
Per edats la població es repartia de la següent manera: un 21,3% tenia menys de 18 anys, un 7,2% entre 18 i 24, un 22,8% entre 25 i 44, un 22,7% de 45 a 60 i un 25,9% 65 anys o més.
L'edat mediana era de 44 anys. Per cada 100 dones de 18 o més anys hi havia 78,6 homes.
La renda mediana per habitatge era de 29.129 $ i la renda mediana per família de 42.000 $. Els homes tenien una renda mediana de 26.989 $ mentre que les dones 18.255 $. La renda per capita de la població era de 16.628 $. Aproximadament el 7,9% de les famílies i el 12,3% de la població estaven per davall del llindar de pobresa.

## Poblacions més properes
El següent diagrama mostra les poblacions més properes.